# بيتر بلات
بيتر بلات (بالإنجليزية: Peter Platt)‏ (23 يناير 1883 في المملكة المتحدة - ) هو لاعب كرة قدم بريطاني (وحمل سابقاً جنسية المملكة المتحدة لبريطانيا العظمى وأيرلندا) في مركز حراسة المرمى. لعب مع بلاكبيرن روفرز ونادي لوتون تاون ونادي ليفربول.